# 함세환
함세환(咸世煥, 1932년 1월 18일 ~ )은 대한민국의 비전향 장기수이다.

## 생애
황해남도 옹진군 옹진읍에 있는 가난한 농가에서 태어났다. 본래 고향 마을은 삼팔선 이남 지역이었으나 좌익 운동가였던 큰 형을 따라 가족이 모두 삼팔선 이북으로 월북하여 생활하였다.
10대 후반이던 1950년에 한국 전쟁이 발발하였다.  이때 함세환은 조선민주주의인민공화국을 지지하면서 인민의용군에 자원입대하여 유격전에 참가하였다. 그러나 조선인민군이 후퇴가 막혀 고립되면서 1953년 6월에 충청북도 괴산군에서 체포되었다.
체포 후 국방경비법 위반로 무기징역형을 선고받고서 전향하지 않고 비전향 장기수가 되었다. 제2공화국에서 징역 20년형으로 감형되어 1973년에 만기 출소하였으나 제4공화국에서 사회안전법으로 다시 청주보안감호소에 수감시켜 1989년에 사회안전법이 폐지되고 나서야 재출소하였다. 총 복역 기간은 약 34년이다.
출소 후 가족이 없어 대전에서 다른 출소 장기수들과 공동생활을 하였다. 비전향 장기수를 다룬 다큐멘터리 영화 《송환》에서는 노래와 춤을 잘하는 엔터테이너로 그려지기도 했다.
1993년에 리인모가 송환되고 나서 고향이 이북이고 한국전쟁 기간에 체포된 비전향 장기수인 김영태, 김인서, 함세환은 제네바 협약에 따른 전쟁포로로 취급해야 한다는 견해와 함께 인권단체의 송환 요구가 꾸준히 이어졌다. 이로 말미암아 '제2의 이인모', '인민군 출신 비전향 장기수'로 알려지게 되었다.
2000년 6·15 남북 공동선언에 의거해 조선민주주의인민공화국으로 송환되었고 조국통일상을 받았다. 혼인하여 평양에 정착하였고 부인이 2003년에 딸을 출산하였다. 2006년 《로동신문》에 글〈선군덕에 통일강국이 보입니다〉을 기고하는 등 김정일의 선군 정치 정책을 지지하는 의사를 표명하였다.

## 참고 문헌
- 박래군 (1992년 4월). “인민군 출신 장기수 함세환·김인서의 망향가”. 《월간말》 (제70호).